# Dagâța
Dagâța – wieś w Rumunii, w okręgu Jassy, w gminie Dagâța. W 2011 roku liczyła 1651 mieszkańców.